# Riitta Ollikka
Riitta Liisa Ollikka (Hämeenlinna, 11 ottobre 1956) è un'ex sciatrice alpina finlandese.

## Biografia
Sciatrice polivalente nipote dell'atleta Väinö Eskola e moglie dell'hockeista su ghiaccio Reijo Laksola, Riitta Ollikka ottenne l'unico risultato di rilievo in Coppa del Mondo il 16 gennaio 1973 sulle nevi di Grindelwald, dove concluse 10ª in discesa libera; agli Europei juniores di Jasná 1974 vinse la medaglia d'argento nella medesima specialità e ai XII Giochi olimpici invernali di Innsbruck 1976, sua unica presenza olimpica, ottenne i suoi ultimi risultati agonistici classificandosi 30ª nella discesa libera, 34ª nello slalom gigante, 17ª nello slalom speciale e 9ª nella combinata, disputata in sede olimpica ma valida solo ai fini dei Mondiali 1976.

## Palmarès

### Europei juniores
- 1 medaglia[2]:
  - 1 argento (discesa libera a Jasná 1974)

### Coppa del Mondo
- Miglior piazzamento in classifica generale: 45ª nel 1973